# Blady
Blady (hangul: 블레이디) är en sydkoreansk tjejgrupp bildad år 2011 av SY6 Entertainment.
Gruppen består av de fem medlemmarna Tina, Giru, Dayeong, Yeeun och Gabin.

## Medlemmar
| Artistnamn   | Artistnamn | Födelsenamn     | Födelsenamn  | Födelsedatum      | Medlemstid |
| Romanisering | Hangul     | Romanisering    | Hangul       | Födelsedatum      | Medlemstid |
| Nuvarande    | Nuvarande  | Nuvarande       | Nuvarande    | Nuvarande         | Nuvarande  |
| ------------ | ---------- | --------------- | ------------ | ----------------- | ---------- |
| Gabin        | 가빈       | Kim Ga-bin      | 김가빈       | 18 september 1989 | 2015-idag  |
| Dayeong      | 다영       | Kim Da-yeong    | 김다영       | 2 februari 1991   | 2015-idag  |
| Giru         | 기루       | Park Gi-ru      | 박기루       | 14 augusti 1991   | 2015-idag  |
| Tina         | 티나       | Park Soo-bin    | 박수빈       | 1 september 1994  | 2013-idag  |
| Yeeun        | 예은       | Hwang Ye-eun    | 황예은       | 12 januari 1997   | 2015-idag  |
| Tidigare     |            |                 |              |                   |            |
| Darae        | 다래       | Hong Da-rae     | 홍다래       | 3 oktober 1989    | 2011-2013  |
| Bunhong      | 분홍       | Yeom Bun-hong   | 염분홍       | 1 februari 1990   | 2011-2013  |
| Coco         | 코코       | Coco Chanel Lee | 코코 샤넬 리 | 25 mars 1991      | 2013-2015  |
| Nahyun       | 나현       | Kwon Na-hyun    | 권나현       | 12 januari 1992   | 2012-2013  |
| Sunyeong     | 선영       | Park Sun-yeong  | 박선영       | 20 december 1992  | 2011-2013  |
| Kangyoon     | 강윤       | Pyun Kang-yoon  | 편강윤       | 7 april 1992      | 2011-2015  |
| Soojin       | 수진       | Seon Soo-jin    | 선수진       | 3 januari 1994    | 2013-2015  |
| Yeji         | 예지       | Ham Ye-ji       | 함예지       | 8 juli 1994       | 2013-2015  |

## Diskografi

### Album
| Albuminformation                             | Topplacering          |
| Albuminformation                             | Sydkorea (Gaon Chart) |
| -------------------------------------------- | --------------------- |
| Renovation (EP-skiva) - Släppt: 31 mars 2015 | 25                    |

### Singlar
| År   | Titel                   | Topplacering          |
| År   | Titel                   | Sydkorea (Gaon Chart) |
| ---- | ----------------------- | --------------------- |
| 2011 | "Spark Spark"           | —                     |
| 2011 | "Crazy Day"             | 138                   |
| 2013 | "Blood Type B Girl"     | 181                   |
| 2014 | "Please Don't Leave Me" | —                     |
| 2015 | "Secret Number"         | —                     |
| 2016 | "Spring Love Fragrance" | —                     |